# Черниш Олександр Панкратович
Олександр Панкратович Черниш (25 грудня 1918 — 16 серпня 1993) — український археолог, доктор історичних наук (з 1961 р.), професор (1969). Досліджував ряд палеолітичних стоянок на території України.

## Біографія
Народився у Холмах (тепер Корюківського району Чернігівської області).
У 1946 р. закінчив історичний факультет Київського університету.
У 1946—1950 рр. працював в Інституті археології АН УРСР (м. Київ).
У 1951—1993 рр. працював в Інституті суспільних наук АН УРСР (м. Львів): у 1951 — науковий працівник, 1957—1961 ррн. — старший науковий співробітник, 1962—1986 — завідувач відділу археології, 1987—1992 — провідний науковий працівник. Був одним із найвідоміших українських учених другої половини XX ст. у вивченні найдавнішої історії Східної Європи. Наукову діяльність розпочав з дослідження пам'яток палеоліту межиріччя Південного Бугу і Дніпра. Відкрив і дослідив понад сотню стоянок палеоліту на берегах середньої течії Дністра, головним чином, у Чернівецькій області.

## Наукова діяльність
Здобув світове визнання своїми численними працями з палеоліту та мезоліту Північного Прикарпаття, в яких розкрив на великому фактичному матеріалі процес заселення людиною Північно-Східного Прикарпаття, взаємозв'язок між життям і діяльністю людини та навколишнього середовища в льодовикову епоху. Багато уваги приділяв вивченню матеріальної і духовної культури палео-мезолітичного населення. Висунув оригінальну ідею про зародження родового ладу в середньому палеоліті (мустьєрська доба). Подав ґрунтовний опис мезолітичної печери Баламутівки на Середньому Дністрі — єдиної пам'ятки в карпатсько-волинському регіоні, де збереглися численні оригінальні малюнки. Відкрив рідкісні музичні інструменти палеолітичної доби, заклав основи львівської палеолітичної школи.
Помер у Львові, похований на полі № 7 Янівського цвинтаря.

## Праці
Автор кількох сотень наукових публікацій, у тому числі десяти монографій, зокрема
- «Володимирська палеолітична стоянка» (1953),
- «Карта палеоліту УРСР» (1954),
- «Дослідження поселень мустьерської доби на Дністрі» (1963—1964),
- (рос.)«Поздний палеолит Среднего Поднестровья» (М., 1959),
- (рос.)«Ранний и средний палеолит Поднестровья» (М., 1965),
- (рос.)«Многослойная палеолитическая стоянка Молодове-5» (М., 1987).

## Родина
Дружина — Черниш Катерина Костянтинівна, визначний дослідник неоліту і трипільської культури, зокрема, Подністер'я.